# Religioni in Ciad
La religione più diffusa in Ciad è l'islam. Secondo il censimento del 2014-2015 (il più recente), i musulmani sono il 52,1% della popolazione e sono in maggioranza sunniti,  mentre il cristianesimo è la seconda religione essendo seguita dal 44,1% della popolazione; le religioni africane tradizionali sono seguite dallo 0,3% della popolazione; il 2,8% della popolazione non segue alcuna religione e lo 0,7% della popolazione non specifica la propria affiliazione religiosa. Una stima del 2015 dell'Association of Religion Data Archives (ARDA) dà i musulmani al 56,6% circa della popolazione, i cristiani al 35,4% della popolazione e le religioni africane al 6,6% della popolazione; l'1,3% della popolazione segue altre religioni e lo 0,1% della popolazione non segue alcuna religione. Altre stime danno i musulmani al 51,4% della popolazione, i cristiani al 40,8% della popolazione e le religioni africane al 6% della popolazione, mentre il restante 1,8% della popolazione non segue alcuna religione.

## Religioni presenti

### Islam
La maggioranza dei musulmani ciadiani è sunnita e segue la corrente malikita. Sono presenti anche minoranze di musulmani non denominazionali, di sciiti e di ahmadiyya.

### Religioni africane
Le religioni africane tradizionali basate sull'animismo sono ancora presenti in Ciad soprattutto in alcune etnie, tra cui il popolo Sara. In genere tali religioni credono in un essere supremo e negli spiriti, che possono essere buoni e cattivi e intervenire nella vita delle persone. Alcuni spiriti controllano i fenomeni naturali, quindi vanno propiziati con appositi riti. Gli spiriti degli antenati svolgono un ruolo molto importante nella religione tradizionale ciadiana. Sulla consistenza attuale delle religioni indigene in Ciad le stime differiscono. La credenza in una divinità suprema da parte delle religioni indigene tradizionali ha comunque favorito in Ciad la nascita di forme di sincretismo religioso, per cui le pratiche religiose tradizionali vengono seguite anche da individui che si identificano con l'islam e soprattutto con il cristianesimo; diversi seguaci delle religioni tradizionali non percepiscono alcuna contraddizione fra l'accettare il Dio cristiano e il continuare a credere negli spiriti.

### Bahaismo
In Ciad è presente un gruppo di seguaci del bahaismo, che rappresenta circa l'1,2% della popolazione.

### Altre religioni
In Ciad sono presenti un piccolo gruppo di buddhisti e di seguaci della religione tradizionale cinese, che insieme rappresentano lo 0,05% della popolazione.